# Cissus alata
Cissus alata es una especie de plantas del género Cissus en la familia Vitaceae.

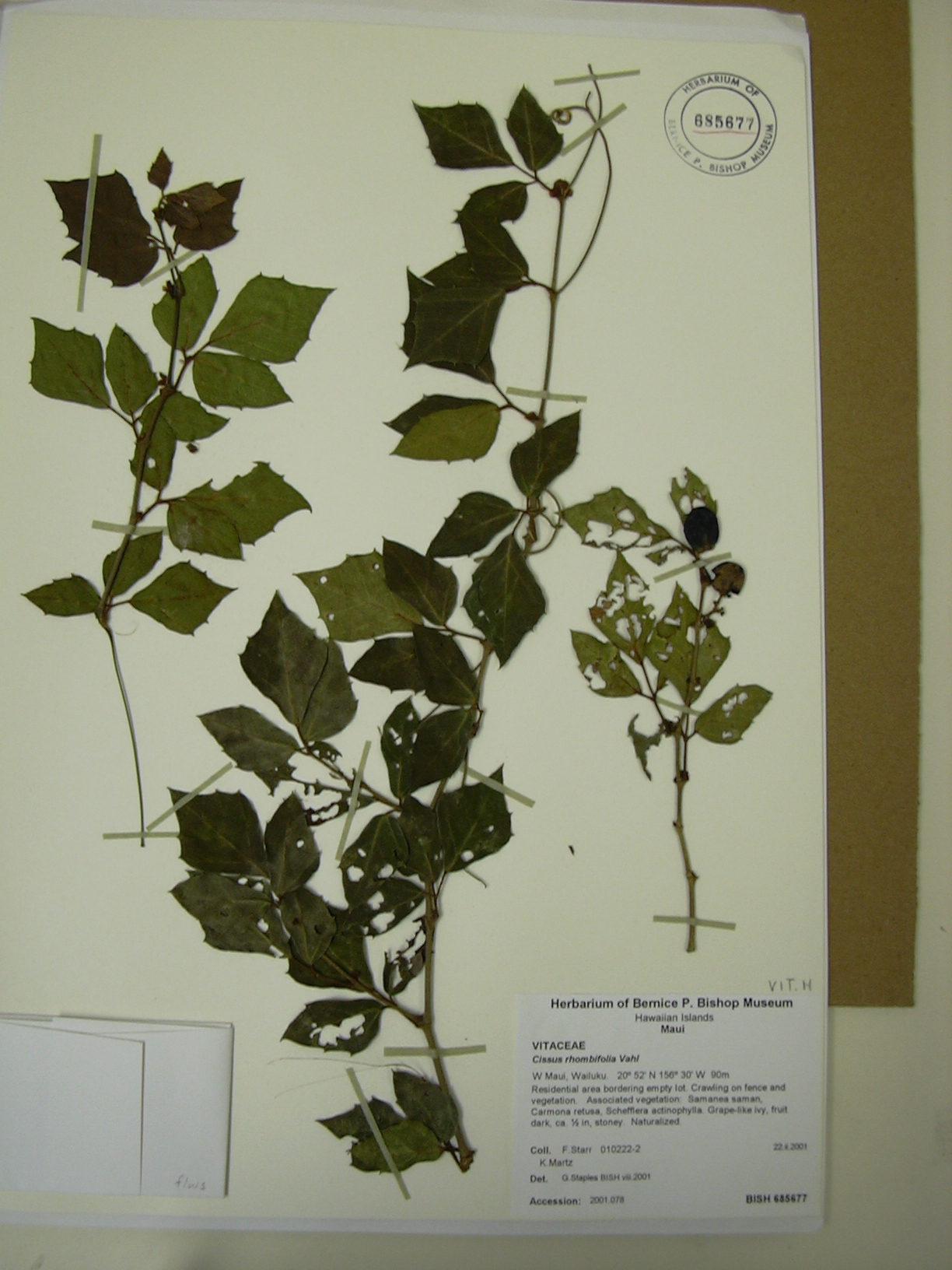
Detalle de la planta

## Descripción
Es una planta trepadora o bejuco; con los tallos sulcados, angulados a raramente alados, los tallos jóvenes con tricomas translúcidos con septos ferrugíneos, tricomas largos, simples y pilosos a veces mezclados con tricomas de punta glandular. Las hojas 3-folioladas, cartáceas, tricomas pilosos simples,  envés con nervios a menudo aplanados y formando estructuras parecidas a domacios, pero sin concentración de tricomas, las láminas (al menos adaxialmente) con tonos cafés a verdes cuando secas; el folíolo terminal elíptico o rómbico, (2.3–) 6.8–16.5 cm de largo y (0.8–) 2–9 cm de ancho, ápice agudo a acuminado, base cuneada, peciólulo 0–20 mm de largo, folíolos laterales inequiláteros, elípticos u ovados, el ápice agudo u obtuso, base oblicuo-redondeada. Las inflorescencias de 2.5–5.3 cm de largo, con pedicelos de 1.5–4 mm de largo, las flores cremas, amarillas, amarillo-verdes o rojizas; cáliz cupuliforme, basalmente con tricomas hispídulos, ferrugíneos, cortos y gruesos mezclados con tricomas de punta glandular y apicalmente granulosos, ápice truncado; la corola en yema 1.5–2.5 mm de largo, glabra a papilada (puberulenta), ápice redondeado. Fruto obovoide, 7–9 mm de largo, purpúreo a negro; semilla 1, obovoide, 6–7 mm de largo.

## Distribución y hábitat
Es una especie rara, que se encuentra en bosques de galería, de pino-encinos o secos, en  México, Nicaragua y Panamá y desde Colombia hasta Bolivia. La especie similar, Cissus osaensis Lombardi (de Costa Rica y Guatemala) se diferencia por tener las estípulas no reflexas, los peciólulos alados y folíolos de color rojo ladrillo cuando secos y caudados en el ápice. Los tricomas de punta glandular también se conocen en esta especie, pero tal vez son menos

## Taxonomía
Cissus alata fue descrita por Nikolaus Joseph von Jacquin y publicado en Selectarum Stirpium Americanarum Historia ... 23, pl. 182, f. 10, en el año 1763.
Etimología
Cissus: nombre genérico que deriva del griego κισσος ( kissos ), que significa "hiedra".
alata: epíteto latino que significa "alada".
Sinonimia
- Cissus pubescens Kunth
- Cissus rhombifolia Vahl
- Cissus sulcicaulis var. alata (Jacq.) Hassl.
- Vitis alata (Jacq.) Kuntze
- Vitis rhombifolia (Vahl) Baker[5]